# Cabillus
A Cabillus a csontos halak (Osteichthyes) főosztályának a sugarasúszójú halak (Actinopterygii) osztályába, ezen belül a sügéralakúak (Perciformes) rendjébe, a gébfélék (Gobiidae) családjába és a Gobiinae alcsaládjába tartozó nem.

## Rendszerezés
A nembe az alábbi 6 faj tartozik:
- Cabillus atripelvicus Randall, Sakamoto & Shibukawa, 2007
- Cabillus caudimacula Greenfield & Randall, 2004
- Cabillus lacertops Smith, 1959 - típusfaj
- Cabillus macrophthalmus (Weber, 1909)
- Cabillus pexus Shibukawa & Aizawa, 2013
- Cabillus tongarevae (Fowler, 1927)